# Zuiderzeewerken
De Zuiderzeewerken omvatten het geheel van de projecten waarmee de Zuiderzee werd afgesloten,  in het IJsselmeer veranderde en gedeeltelijk werd ingepolderd. Ze behoren tot de grootste waterbouwkundige projecten die ooit zijn uitgevoerd. De belangrijkste zichtbare resultaten zijn de Afsluitdijk en de IJsselmeerpolders. Vanaf de publicatie van het plan van Cornelis Lely in 1891 tot aan de voltooiing van de dijk Enkhuizen – Lelystad in 1975 hebben de werken meer dan driekwart eeuw in beslag genomen. Niet uit te sluiten valt dat ze in de toekomst nog een vervolg krijgen.

## Redenen voor het droogleggen
Ongeveer 10 000 jaar geleden eindigde de laatste grote ijstijd. Grote hoeveelheden landijs smolten af. Hierdoor steeg de zeespiegel tientallen meters en ontstond de Noordzee. De zee steeg verder waarbij zij landinwaarts kroop en de latere Zuiderzee werd gevormd. Dit begon met het ontstaan van meren. Rond het begin van de christelijke jaartelling hadden deze zich aaneengesloten. De Romeinen noemden dit merenstelsel "Flevo". In de komende eeuwen zou dit merengebied eerst uitgroeien tot het Almere en vervolgens tot een binnenzee, waarbij de oude Nederlanders regelmatig met watersnood te maken kregen. In de middeleeuwen kreeg de Zuiderzee haar uiteindelijke omvang. Met de aanleg van dijken kon verdere uitbreiding van het wateroppervlak worden verhinderd.
Na de Tachtigjarige Oorlog (1568-1648) bloeiden de Noordelijke Nederlanden op en werden windmolens verder ontwikkeld. Met deze techniek werd het mogelijk land droog te leggen. Naarmate de techniek vorderde, werd het mogelijk steeds grotere gebieden droog te leggen. Langzaamaan werd het ene na het andere water drooggelegd en ontstond het Nederlandse landschap van droogmakerijen, met de Beemster als beroemdste voorbeeld.
Het idee kwam op om de almaar oprukkende Zuiderzee in te dammen. De druk nam in de loop der tijd toe door een aantal overstromingen in de omgeving van Amsterdam. Het eerste concrete plan kwam in 1667 van Hendrik Stevin, zoon van de beroemde wiskundige Simon Stevin. Hij stelde in het twaalfde boek van zijn Wisconstich Filosofisch Bedrijf voor om "het gewelt en vergif der Noortzee uytter Verenigt Nederlant te verdrijven". Stevins belangrijkste doel was de Zuiderzee te temmen, door deze door middel van dijken van de Noordzee af te sluiten. Stevin plande een ring van dijken van de kop van (het huidige) Noord-Holland via de Waddeneilanden tot aan Friesland. Hiermee zou het gevaar van overstromingen weggenomen worden en zouden mogelijkheden ontstaan om land in te polderen. Het plan van Stevin bleek echter onuitvoerbaar: de techniek om dijken te bouwen was nog niet ver genoeg gevorderd.
Twee eeuwen later, halverwege de negentiende eeuw, werd het motief van landaanwinning bepalend. Vooral het plan van Lely uit 1891 had als belangrijkste motief het droogleggen van goede kleigronden; de zandgronden (globaal het midden van de Zuiderzee) werden ontzien. De polders die Lely tekende, vallen vrijwel samen met de kleigronden. Het motief van bescherming en kustlijnverkorting werd wel genoemd in het plan, maar de voordelen vielen bij lokale besturen, zonder dat deze om geld kon worden gevraagd. Wel heeft de watersnood van 1916 uiteindelijk de doorslag gegeven om de wet aan te nemen.

## Eerdere plannen

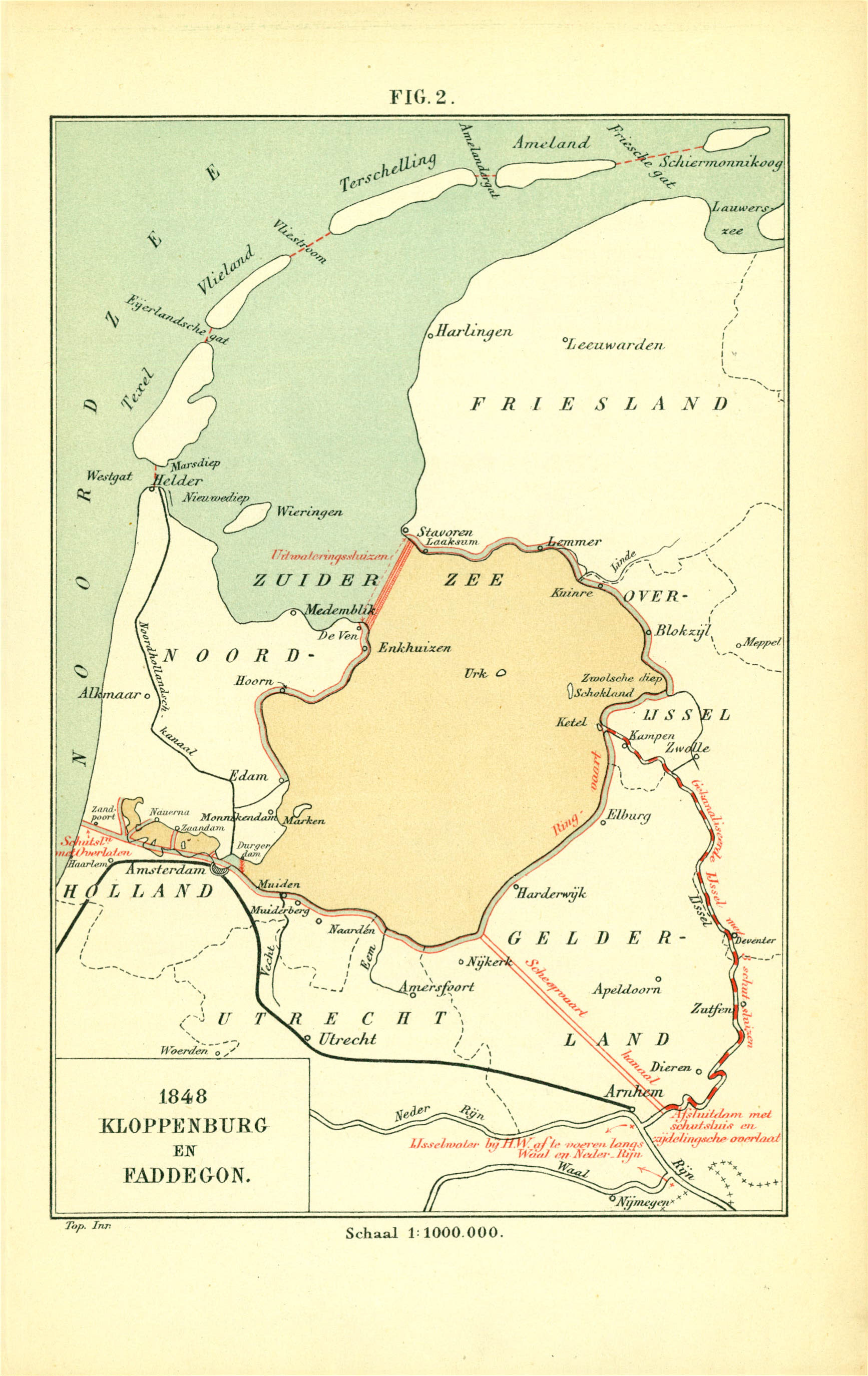
Kloppenburg en Faddegon (1848)

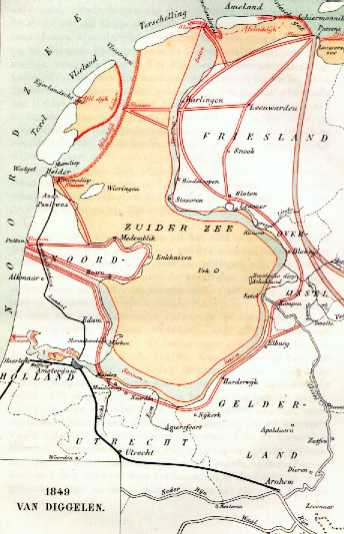
Van Diggelen (1849)

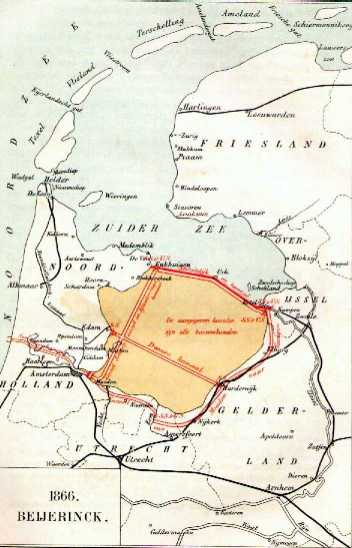
Beijerinck (1866)

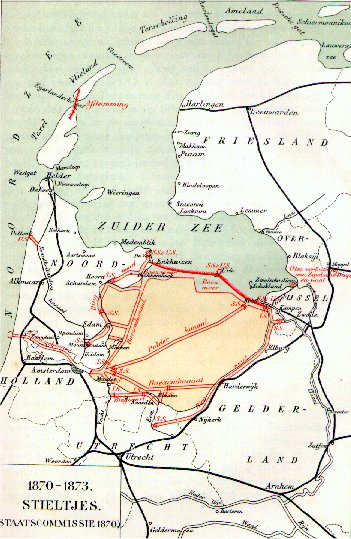
Stieltjes (1873)

Verschillende waterbouwkundigen hebben plannen opgesteld voor de Zuiderzee.

### Plan-Kloppenburg en Faddegon
In 1848 lanceerden Jacob Kloppenburg en Pieter Faddegon het eerste in de reeks plannen die zouden leiden tot de uiteindelijke Zuiderzeewerken. Beide heren hadden echter geen verstand van water, Kloppenburg was zeepfabrikant en Faddegon was werktuigbouwkundige. Ze gingen in hun plannen dan ook niet in op de techniek van het droogleggen van de gebieden. Het plan omvatte het droogleggen van het IJ en het grootste deel van de Zuiderzee. Deze zou afgesloten worden door een dijk van Enkhuizen naar Stavoren. In het drooggevallen gebied diende een nieuw kanaal aangelegd te worden om Amsterdam met de zee te verbinden. In het plan was geen rekening gehouden met de waterafvoer van de IJssel en was daardoor onhaalbaar.

### Plan-Van Diggelen
Een jaar later, in 1849, stelde ir. B.P.G. van Diggelen een nog ambitieuzer plan voor. Niet alleen zou het zuiden van de Zuiderzee ingepolderd worden, maar ook flinke delen van het noordelijke deel (de huidige Waddenzee), waarnaar hij in 1845 en 1846 op verzoek van de Friese Commissaris van de Koning onderzoek had gedaan. Van Diggelen, een praktisch man met grote aandacht voor de sociale noden van zijn tijd, had wel rekening gehouden met de afwatering van de IJssel. Hij had zich namelijk al eerder, in zijn woonplaats Zwolle, ingespannen voor verbetering van de Overijsselse en Drentse scheepvaartverbindingen met de Zuiderzee. Dit had ten slotte geleid tot de aanleg van beschermende strekdammen nabij het huidige Keteldiep (zie Kraggenburg). Het leidde door na-ijver van anderen ook tot zijn politiek echec, en tot de Tweede Parlementaire Enquête (1855). Het plan-Van Diggelen stond ten gevolge daarvan lange tijd niet in de belangstelling, tot in de jaren 60 van de 19e eeuw de waterkering problematisch werd en door stijging van de grondprijzen de interesse in landaanwinning toenam.
De ingenieurs T.J. Stieltjes en J.A. Beijerinck bekeken het plan en kwamen tot de conclusie dat het technisch en financieel onhaalbaar was.

### Plan-Beijerinck
Inpoldering van het ondiepe zuidelijke deel van de Zuiderzee werd wel haalbaar geacht. Beijerinck stelde daartoe in 1866 een eigen plan op. Hij projecteerde een afsluitdam van Enkhuizen via Urk naar de vaste wal ten zuiden van de monding van de IJssel. Daarmee zou het zuidelijk deel van de Zuiderzee afgesloten worden en vervolgens kon het met stoommachines drooggelegd worden. Het Plan-Beijerinck werd uiteindelijk afgekeurd omdat de Raad van Waterstaat tot de conclusie kwam dat dit project financieel te weinig opbracht

### Plan-Stieltjes
De raad liet echter de mogelijkheid open dat een beter opgesteld plan wel een concessie zou krijgen. Stieltjes probeerde het plan Beijerinck te verbeteren en stelde bredere boezemkanalen voor de afwatering voor. Verder voorzag zijn plan in een kanaal van het IJ naar de Ketel, de Zuidelijke IJsselmonding.

### Plan-Leemans
Het eerste plan waarvan uitvoering serieus overwogen werd, kwam van ingenieur Wilhelmus François Leemans. Leemans kreeg direct van de regering opdracht een plan op te stellen om de Zuiderzee droog te leggen. Het plan van Leemans was beperkter dan dat van Stieltjes, Urk zou een eiland blijven. De Zuiderzee zou afgesloten worden met een dijk van Blokkershoek naar de Ketel. In 1877 werd een wetsvoorstel ingediend om het plan Leemans uit te voeren, maar een volgende regering trok het weer in.

## Plan-Lely

Ontwerp Afsluiting Zuiderzee en Droogmaking, Cornelis Lely (1891)

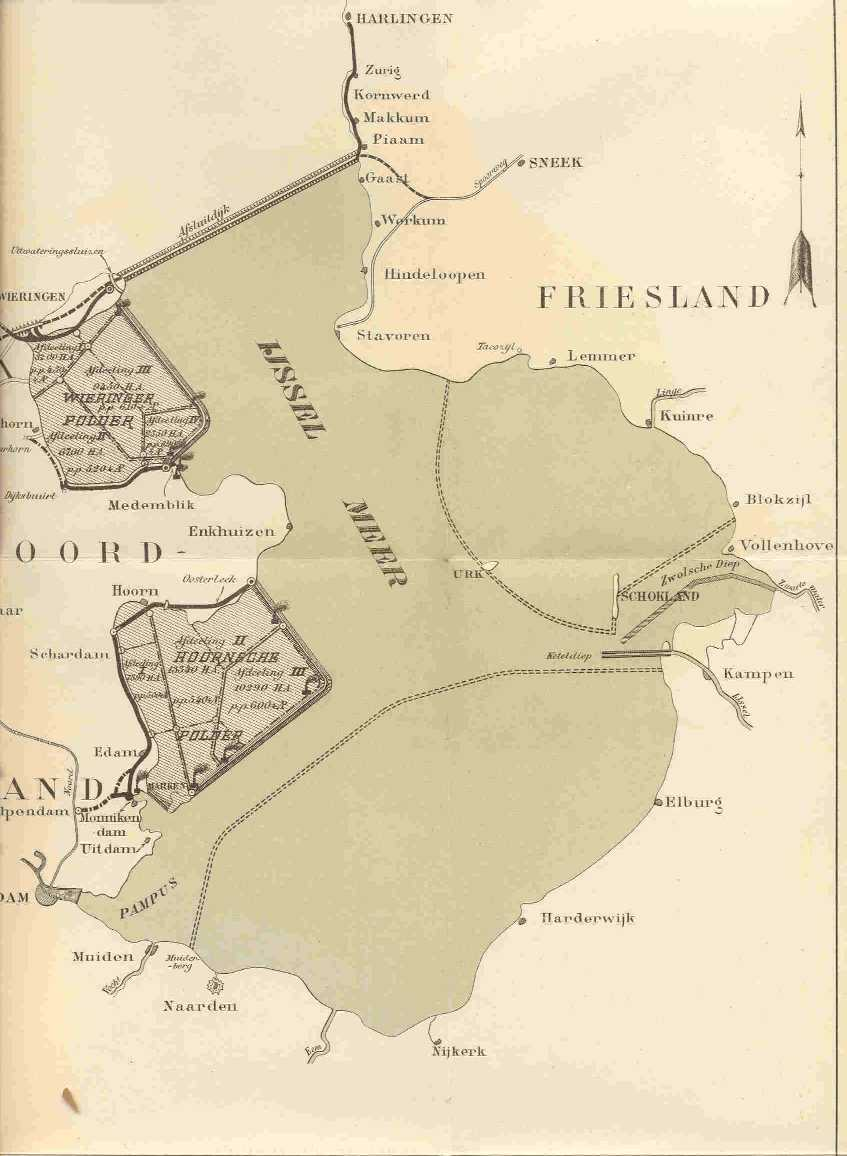
Plan Lely met de Afsluitdijk en de twee als eerste geprojecteerde droogmakerijen

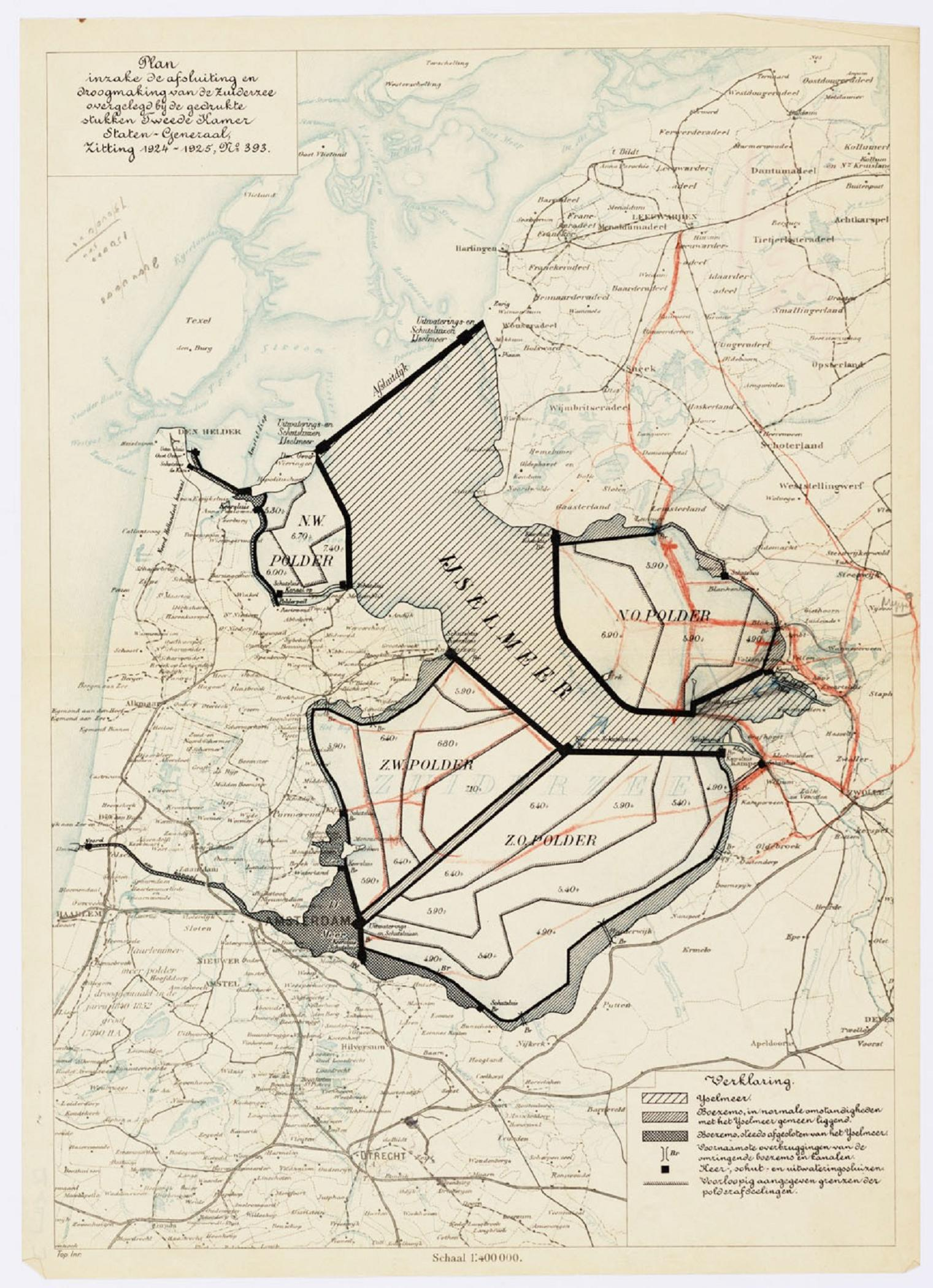
Gewijzigde versie van het plan-Lely (1924), met meer naar het noordoosten verlegde Afsluitdijk, en met vergrote Markerwaard (aangegeven als 'Z.W.Polder'), voorzien van randmeren

### Oprichting Zuiderzeevereniging
In 1883 diende Tweede Kamerlid Age Buma een wetsvoorstel in om te onderzoeken of het mogelijk was de hele Zuiderzee droog te leggen. In de noordelijke provincies was men tegen het droogleggen van alleen het zuidelijk deel, omdat dat geen bescherming bood aan de noordelijke provincies.
Verzet leidde ertoe dat Buma zijn wetsvoorstel introk. Niet bij de pakken neerzittende zocht hij contact met P.J.G. van Diggelen, zoon van de opsteller van het ambitieuze plan Van Diggelen. Zij richtten op 4 januari 1886 de Zuiderzeevereniging op, die moest gaan onderzoeken of het droogleggen van de hele Zuiderzee haalbaar was. Hoofdingenieur Jacob van der Toorn leidde het onderzoek. Hij was hiervoor uitgeleend door Rijkswaterstaat. Als zijn assistent werd Cornelis Lely aangesteld. Na de presentatie van het eerste onderzoeksrapport in februari 1887 vertrok Van der Toorn weer naar Rijkswaterstaat. Op zijn voorspraak werd Lely bij de Zuiderzeevereniging bevorderd tot "chef van het technische onderzoek". Van der Toorn stierf al snel daarna, waarna Lely tot dé voorman van de inpolderingsplannen van de Zuiderzee uitgroeide. 

#### Onderzoeksvragen
De Zuiderzeevereniging had de volgende onderzoeksvragen opgesteld:
1. Welke gedeelten van Zuiderzee en Wadden komen voor drooglegging in aanmerking?
2. Is het doelmatig een afsluitdam aan te leggen?
3. Zo ja, op welke plaats kan die afsluitdam komen, en vooral: waar moet de IJssel uitmonden, binnen of buiten het meer?
4. Wat zijn de voor- en nadelen?

De vragen geven aan dat het hier om de landaanwinning ging, en niet zozeer om bescherming. Immers, voor bescherming alleen had men zich tot een afsluitdam kunnen beperken. Bovendien was daar voor een particulier initiatief weinig aan te verdienen. Voorts blijkt dat de aanwezigheid van de IJssel een nog onopgelost probleem was. Wanneer de IJssel verlengd zou worden om veel noordelijker uit te stromen, dan zou het nieuwe stuk (zeg Zwolle – Wadden) een zo ongunstig verval hebben, dat de IJssel binnen korte tijd zou verzanden. Om deze reden hadden enkele eerdere plannen dan ook een afsluitdam bezuiden de IJsselmonding gelegd, globaal van Enkhuizen naar Kampen.

#### Onderzoeksvragen opgelost door Lely (Plan Lely)
Voor het beantwoorden van de vragen moest Lely een aantal expedities uitvoeren om de bodemgesteldheid, diepte en zeestromingen te bepalen. Dit duurde enkele zomers, terwijl hij ondertussen eerst andere technische rapporten indiende. Opvallend genoeg bleken uiteindelijk de bodemuitkomsten goed samen te vallen met argumenten die hij eerder al had beschreven, deels niet toevallig: de diepere stroomgeul waarlangs het IJsselwater naar de Wadden stroomt, is ook het deel waar geen klei afgezet is; de klei bevindt zich langs de ondiepere, stroomarmere randen van de Zuiderzee. Diezelfde dieptes wilde Lely ontzien om dijkhoogte te beperken, een voordelige samenval. Een tweede, veel belangrijker, planonderdeel werd hiermee ook opgelost: Lely had berekend dat de IJsselmonding wel binnen het meer kon liggen, maar dat het verdere verloop geen verlengde riviergeul moest zijn, maar een voldoende groot meer. Daarmee zou het verzanden worden beperkt. Uiteindelijk bleek het vereiste meeroppervlak (om verzanding te voorkomen) overeen te komen met het diepe, zanderige gedeelte, dat onvoordelig in te polderen was.
De Zuiderzeevereniging publiceerde deze resultaten in acht technische nota's tussen 1887 en 1892. Dit plan van Lely is in grote lijnen en in hoofdzaken vrijwel integraal uitgevoerd; elke beslissing is nu nog zichtbaar op de kaart.
De Zuiderzeevereniging had bevonden dat het goedkoper was de Zuiderzee door middel van een afsluitdam volledig af te sluiten, waarbij de afwatering van de IJssel door sluizen in de dam geregeld kon worden, dan om de Zuiderzeedijken langs de kust te versterken ten zuiden van de voorgestelde afsluitdam.

#### Afsluitdijk
Lely berekende dat de Afsluitdijk weliswaar veertig miljoen gulden zou kosten (het hele plan: tweehonderd miljoen gulden, zoveel als de Staatsbegroting toen van een jaar), maar dat het voordeel zich zou uitbetalen in goedkopere, lagere dijken van de polders en zeedijken door verkorting van de zeekust.
De plaats van de Afsluitdijk werd bepaald door de volgende overwegingen:
- De wens ook Wieringermeer beschermd aan te leggen, waardoor deze polder een kleinere dijk nodig had;
- Hoewel Enkhuizen – Stavoren de kortste dijk zou opleveren, waren daar de stroomgeulen dieper (meer dan 5 m, tegen 2 tot 4 meter op de gekozen plaats);
- De gekozen plaats voorkwam dat er een inham ontstond, waar bij noordwestenwind een gevaarlijke opstuwing kon optreden;
- Anderzijds zou bij het leggen van een Afsluitdijk verder noordelijk, in de Waddenzee of zelfs tussen de Waddeneilanden, het probleem niet eenvoudiger worden. In de Waddenzee was geen of weinig kleigrond droog te leggen, en de lengte van de dam zou enorm toenemen. Aanleggen van eiland naar eiland zou, met enkele zeer diepe stroomgaten (20 m), duur en riskanter worden.

Lely tekende de dam van Wieringen naar Piaam (Friesland). Precisieberekeningen van natuurkundige Lorentz legden de aankomstplaats iets noordelijker bij Zurich, om stormgevaar te beperken.
Door aanleg van de dam, die ten onrechte niet Afsluitdam maar Afsluitdijk ging heten, werd de Zuiderzee in tweeën gedeeld.
Het zuidelijke deel ging IJsselmeer heten en het noordelijke deel Waddenzee.
Berekend werd dat het niet mogelijk was om de Waddenzee volledig in te polderen. De bodemgesteldheid werd ongeschikt bevonden voor de aanleg van zeedijken. De zeebodem was daarvoor te zacht, waardoor de dijken bij hevige stormweer niet op hun plaats zouden blijven liggen. Het plan om de Waddenzee in te polderen werd daardoor losgelaten.    

#### De polders
Lely tekende in de Zuiderzee vijf grote polders, waarvan er vier zijn aangelegd. De plaats van de polderdijken werd bepaald door de kleigebieden, met kleine toegevingen aan de IJsselmonding en een waterweg (Oostvaardersdiep) tussen twee polders (Markerwaard, Flevoland) door vanuit Amsterdam ten behoeve van de scheepvaart. Ook dit water was op de diepe geul gepland waar we nu, door planwijziging, de Oostvaardersplassen aan over hebben gehouden.
Van de vijf polders is er één, de Markerwaard, niet aangelegd. Flevoland is in twee delen aangelegd, Oostelijk Flevoland en Zuidelijk Flevoland.
De zeeklei in deze polders zou uitstekend geschikt zijn voor landbouw. Het droogleggen van de Waddenzee zou niet aantrekkelijk zijn, de grond zou te arm zijn voor de landbouw.

#### De Wet

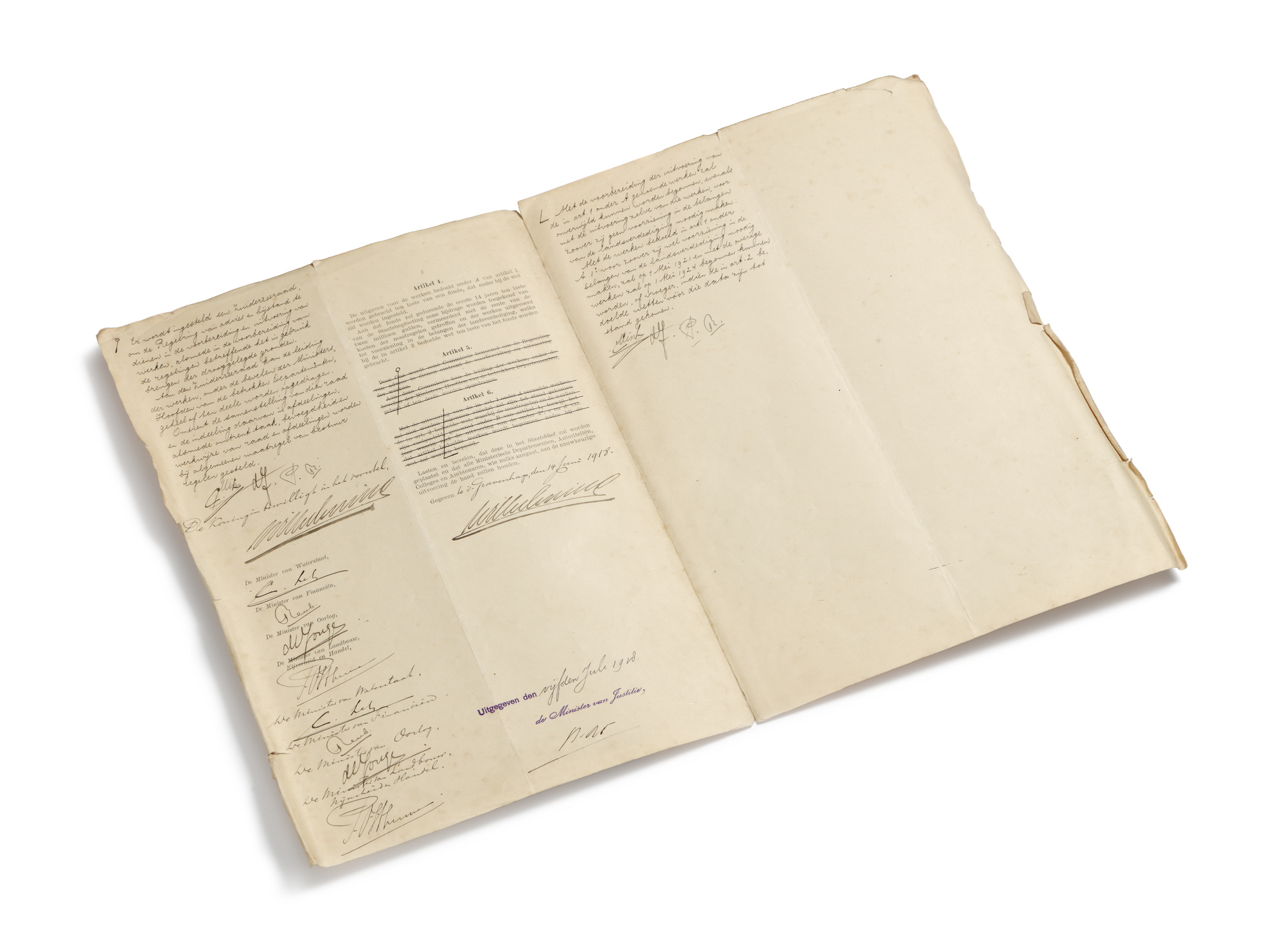
De ondertekende wettekst

In 1892 adviseerde een staatscommissie om het plan ten uitvoer te brengen. Het duurde echter nog tot 1918, namelijk na de watersnood van 1916, dat de Wet tot afsluiting en droogmaking van de Zuiderzee werd aangenomen op 14 juni 1918. De Dienst der Zuiderzeewerken en de Rijksdienst voor de IJsselmeerpolders werden respectievelijk verantwoordelijk voor de waterbouwkundige werken en de inrichting van het nieuwe land.

#### De uitvoering
Opvallend is dat het Plan Lely uit 1891 in hoofdlijnen en zelfs in details is uitgevoerd (1921-1975). De opvallendste afwijkingen (maar behalve met betrekking tot de Markerwaard nog steeds geen heel grote) zijn:
- De Markerwaard is niet aangelegd. De Houtribdijk is hiervan overgebleven evenals de Oostvaardersdijk. Van de laatste is de waterkant de landkant geworden en de landkant gepland voor de Markerwaard is verstevigd voor waterkering.
- De Afsluitdijk eindigt in Friesland niet in Piaam, maar in Zurich.
- De hoogte van de Afsluitdijk is vooraf verhoogd na een wiskundige exercitie door Lorentz (circa 1921).
- De Flevopolder is in twee delen aangelegd en heeft randmeren gekregen tussen het oude land en de dijk om de waterhuishouding te verbeteren. Dit was geleerd van een slechte ervaring bij de Noordoostpolder, die zonder randmeer is aangelegd.
- Omdat de Wieringermeer tegelijk met de Afsluitdijk werd aangelegd, moest ook de dijk hiervan een grotere hoogte krijgen.

## Uitvoering van de Zuiderzeewerken
| Project                              | Dijk                                   | Lengte | Begin        | Het sluiten van   | Maat        | Ontwatering      |
| Aansluiting van het eiland Wieringen | Amsteldiepdijk                         | 2.5 km | 29 juni 1920 | 31 juli 1924      | —           | —                |
| Het sluiten van de Zuiderzee         | Afsluitdijk                            | 32 km  | januari 1927 | 28 mei 1932       | —           | —                |
| Proefpolder Andijk                   | Andijk                                 | 1,9 km | 1926         | Vroeg 1927        | 40 ha       | 27 augustus 1927 |
| Wieringermeer                        | Wieringermeerdijk                      | 18 km  | 1927         | 27 juli 1929      | 20 000 ha   | 31 augustus 1930 |
| Noordoostpolder                      | Noordoostpolderdijk                    | 55 km  | 1936         | 13 december 1940  | 48 000 ha   | 9 september 1942 |
| Oostelijk Flevoland                  | Oostelijk Flevolanddijk, Knardijk etc. | 90 km  | Begin 1950   | 13 september 1956 | 54 000 ha   | 29 juni 1957     |
| Zuidelijk Flevoland                  | Zuidelijk Flevolanddijk etc.           | 70 km  | Begin 1959   | 25 Oktober, 1967  | 43 000 ha   | 29 mei 1968      |
| Markerwaard                          | Houtribdijk, Oostvaardersdijk          | 28 km  | 1963         | 4 September, 1975 | (41 000 ha) | niet uitgevoerd  |

### Zuiderzeewet
De Zuiderzeewet werd op 21 maart 1918 aangenomen door de Tweede Kamer, en op 13 juni 1918 goedgekeurd door de Eerste Kamer. De Zuiderzeewet was een zogenaamde raamwet. Dit betekent dat de wet niet in detail omschreef wat er ging gebeuren op welk tijdstip. Ze hield in dat de Zuiderzee voor rekening van de Staat zou worden afgesloten door 'een' afsluitdijk (formulering: loopende van de Noordhollandsche kust door het Amsteldiep naar het eiland Wieringen en van dit eiland naar de Friesche kust bij Piaam). Dit hield wel in dat gedeelten van de af te sluiten Zuiderzee zouden worden drooggemaakt, maar pas op een later tijdstip zou de regering bepalen welke gedeelten van de Zuiderzee dat zouden zijn.

### Drooglegging van proefpolder Andijk
Een polder van 40 ha werd in 1926-1927 aangelegd in de Zuiderzee bij Andijk als proef voor het inpolderen en in cultuur brengen van de latere IJsselmeerpolders, als eerste de Wieringermeerpolder.

### Drooglegging Wieringermeer
Met de aanleg van de Wieringermeerpolder werd in 1927 begonnen. Bij het droogmaken werd gebruikgemaakt van een elektrisch gemaal (Gemaal Lely), nabij Medemblik, de start van de bouwwerkzaamheden was in februari 1928. Ten zuiden van Den Oever op Wieringen is Gemaal Leemans gebouwd, een dieselgemaal met een tweetal pompen met een debiet van 250 kubieke meter per minuut. Gemaal Lely had drie pompen van elk 400 kubieke meter per minuut. Op 10 februari 1930 werden de pompen in gebruik gesteld om 6 miljoen kubieke meter water buiten de dijken te malen.
Volgens het oorspronkelijke plan zou de polder pas worden aangelegd als de Afsluitdijk zou zijn voltooid. Maar omdat Nederland grote behoefte had aan landbouwgrond werd de aanleg versneld. De dam moest nu in de Zuiderzee worden aangelegd, en moest ook dus als zeedam worden uitgevoerd. De polder was feitelijk geen IJsselmeerpolder, maar een Zuiderzeepolder (de zogenaamde Noordwestpolder). Op 21 augustus 1930 viel de polder droog. Vanaf 1934 werd het nieuwe land in cultuur genomen.

### Aanleg van de Afsluitdijk
In juni 1920 werd het eerste deel van het werk aanbesteed: de aanleg van de 2,5 kilometer lange Amsteldiepdijk van Noord-Holland naar het eiland Wieringen. Bij dat project werd nuttige ervaring opgedaan die later van pas kwam bij de aanleg van de Afsluitdijk.
De aanleg van de eigenlijke Afsluitdijk begon in januari 1927. Er werd gewerkt vanuit vier locaties: de beide oevers en de beide speciaal aangelegde werkeilanden Breezand en Kornwerderzand. Bij de aanleg van de 32,5 kilometer lange dam werd voor het eerst keileem toegepast, dat taaier was gebleken dan zand of klei. Dit materiaal is in Noord-Nederland ruim voorhanden. Het werd hier afgezet tijdens de Saale-ijstijd en kon in de nabijheid van de aan te leggen dam eenvoudig worden opgebaggerd. De dam is gefundeerd op zinkstukken van gevlochten wilgentenen die werden afgezonken door er steenblokken op te gooien.
Op 28 mei 1932, om 13.02 uur, werd De Vlieter gesloten, het laatste gat in de Afsluitdijk. Vier maanden later, op 20 september 1932, werd de naam Zuiderzee officieel gewijzigd in IJsselmeer. Nadat de afrondende werkzaamheden waren voltooid, werd de Afsluitdijk op 25 september 1933 officieel geopend.

### Drooglegging van de Noordoostpolder
Op 2 februari 1936 werd met de voorbereidende werkzaamheden voor de Noordoostpolder begonnen, en in 1937 werd de aanleg van in totaal 31,5 kilometer dam aanbesteed. Op 3 oktober 1939 werd de dijk tussen Lemmer en Urk gesloten. Urk was voortaan geen eiland meer. In 1940 werd de dijk aan de zuidkant van de polder nabij Schokkerhaven gesloten, en kon het droogmalen beginnen. Dit gebeurde met behulp van drie gemalen; het diesel-gemaal Vissering te Urk, elektrisch gemaal Buma te Lemmer en nog een derde elektrisch gemaal Smeenge ter hoogte van Kraggenburg/de Voorst. De polder viel officieel droog op 9 september 1942. Nu verloor ook Schokland de eilandstatus; Schokland lag voortaan in de polder. Doordat de zeebodem tegen de Overijsselse kant sterk opliep kon al in 1941 de eerste oogst (rogge) van het land worden gehaald.

### Drooglegging van Oostelijk Flevoland
De polder Oostelijk Flevoland is aangelegd tussen 1950 en 1957 en heeft een grootte van 540 km². De ontwikkeling van dit gebied gebeurde door de Rijksdienst voor de IJsselmeerpolders (RIJP).

### Drooglegging van Zuidelijk Flevoland
De polder Zuidelijk Flevoland is aangelegd tussen 1959 en 1968 en heeft een grootte van 430 km².

### Aanleg van de Houtribdijk (Enkhuizen – Lelystad)
De Houtribdijk (ook wel "Markerwaarddijk" genoemd) werd voltooid in 1976 en verbindt Enkhuizen met Lelystad. Hierdoor is het Markermeer van het IJsselmeer gescheiden.

### 'Markerwaard van de kaart'
Doordat de Noordoostpolder conform Lely's plannen zonder randmeer was aangelegd, waren er op het oude land onvoorziene problemen met het grondwater ontstaan. Deze ervaring maakte Rijkswaterstaat terughoudend met het aanleggen van de Markerwaard. Daar zouden ruimere randmeren nodig zijn. Gevreesd werd, dat door de nieuwe polder het grondwater niet alleen in de oude Zuiderzeestadjes zou dalen, maar ook in Amsterdam, met noodlottige gevolgen voor de houten paalfunderingen in die stad. De aanleg van twee dijken voor de Markerwaard (de Oostvaardersdijk en de Houtribdijk) was intussen al uitgevoerd. Van een verdere aanleg werd voorlopig afgezien. Daarna werd eerst de polder Zuidelijk Flevoland voltooid, hetgeen gebeurde met 'omkering' van de al aangelegde Oostvaardersdijk: wat bedoeld was als waterzijde van de Markerwaard werd nu landzijde van de Flevopolder; wat bedoeld was als landzijde van de Markerwaard moest versterkt worden tot waterkering voor de Flevopolder.
Vanaf de jaren 70 werd zuidelijk Flevoland met grote voortvarendheid ontwikkeld. De oppositie tegen de aanleg van de Markerwaard (onder het motto 'Markerwaard van de kaart') kreeg echter steeds meer aanhang. Het was niet langer evident wat de bestemming van deze polder moest zijn, en in hoeverre de baten zouden opwegen tegen de kosten. Begin jaren negentig werd besloten het door de Houtribdijk ontstane Markermeer niet droog te leggen. Daar waren ook andere redenen voor: enerzijds vanwege het milieu (het Markermeer is het foerageergebied van veel watervogels), en met het oog op de waterrecreatie en de landschappelijke waarden, anderzijds vanwege de behoefte aan een zoetwaterreservoir voor de drinkwatervoorziening. In 2003 verdwenen alle plannen tot aanleg van de Markerwaard, dus ook het meest controversiële laatste plan tot aanleg van een Tweede Nationale Luchthaven in die polder, als alternatief voor de uitbreiding met extra startbanen bij Luchthaven Schiphol.

### Natuureilanden
Los van de eigenlijke Zuiderzeewerken vindt er nog een andersoortige en kleinschaliger landaanwinning plaats in de vorm van kunstmatige kleine eilanden gericht op de ontwikkeling van natuur. Tussen 2002 en 2004 werd op 4,5 kilometer buiten Andijk het eiland De Kreupel aangelegd. In 2012 werd het plan voor de Marker Wadden gelanceerd, een kunstmatige archipel van kleine natuureilanden aan de noordwestelijke kant van het Markermeer, waar het meer het diepst is.  Met de aanleg daarvan is vanaf 2016 een begin is gemaakt. Het natuurgebied behoort tot de gemeente Lelystad; Natuurmonumenten voert er het beheer.

Er waren in 2021 vijf eilanden aangelegd, enige uitbreiding volgt nog. Naar verwachting zal hier eind 2023 in totaal 1.300 hectare nieuwe natuur zijn gerealiseerd. De Markerwaard was oorspronkelijk op 41.000 hectare begroot.

## Varia

### Over de geschiedenis van de Zuiderzee en het IJsselmeer
- In Enkhuizen bevindt zich het Zuiderzeemuseum (1950)
- In Lelystad zijn gevestigd het erfgoedcentrum Batavialand alsmede Het Flevolands Archief (HFA) (beide afgesplitst van het vroegere Nieuw Land Erfgoedcentrum).

### Herinneringen aan de Zuiderzee
- Willy van Hemert (tekst) en Joop de Leur (muziek) schreven het lied de Zuiderzeeballade (1958), waarin de vooruitgang en (vissers)geschiedenis werd beschreven. De cabaretier Sylvain Poons treedt daarin op als de grootvader die het allemaal heeft zien veranderen.
- In 1964 verscheen het boek Herinneringen van een bramzijgertje door Jan de Hartog, over een jongetje dat als 'bramzijgertje' meevaart met de vissersvloot. In het laatste hoofdstuk gaat hij nog eens terug. De slotzin luidt: 'Toen ik door de opening in de dijk reed, voelde ik mij niet langer oud en eenzaam, want ik wist dat er eigenlijk niets verloren was gegaan, alleen was een kinderzee veranderd in een kinderland.'